# Vandellis Steinbrech
Vandellis Steinbrech (Saxifraga vandellii) ist eine Pflanzenart aus der Gattung Steinbrech (Saxifraga) in der Familie der Steinbrechgewächse (Saxifragaceae). Die Art hat ihren Namen von ihrem Entdecker, dem italienischen Naturforscher Domenico Vandelli (1735–1816), der sie in Canzo in der Nähe des Comer Sees fand. Die Benennung der Pflanze erfolgte durch Kaspar Maria von Sternberg (1761–1838), einem bedeutenden böhmischen Botaniker, Theologen, Politiker und Mineralogen. Er gilt als der Begründer der Paläobotanik, hat aber darüber hinaus auch ein grundlegendes Werk über die Steinbrech-Arten verfasst.

## Beschreibung

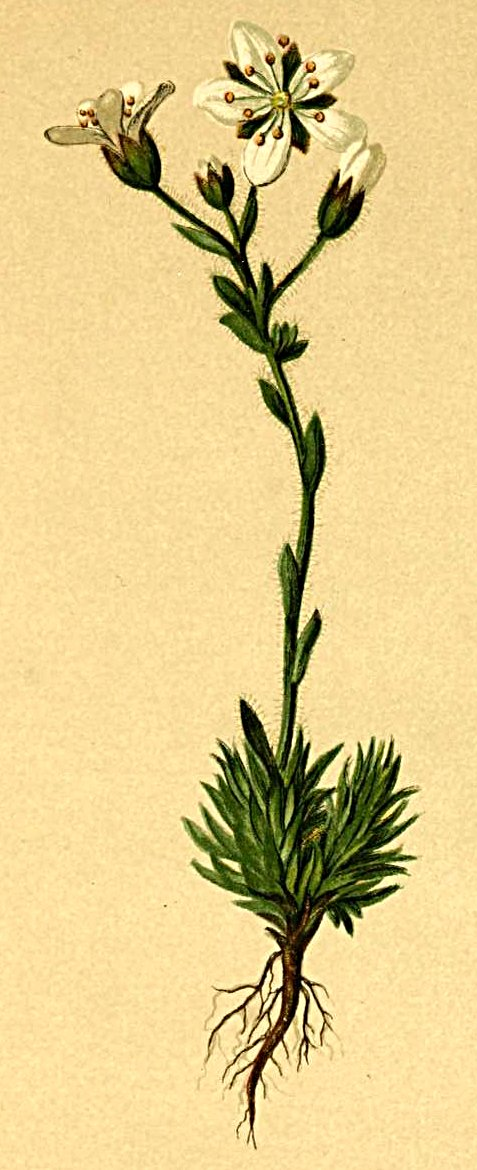
Vandellis Steinbrach (Saxifraga vandellii), Illustration

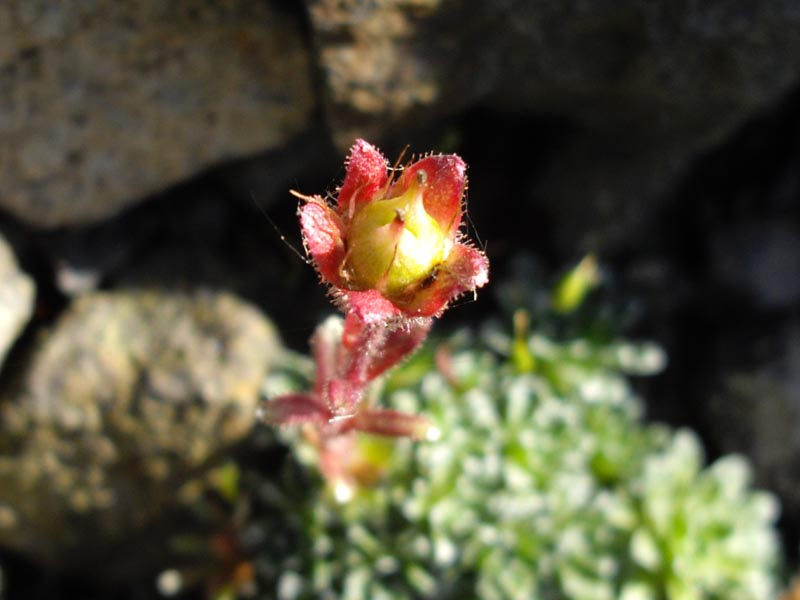
Vandellis Steinbrech fruchtend

### Vegetative Merkmale
Vandellis Steinbrech ist eine ausdauernde Pflanze, die Wuchshöhen bis 10 Zentimeter erreicht. Sie wächst in dichten und festen Polstern. Ihre Triebe, die säulenförmig sind und dachziegelartig beblättert, wachsen nach der Blüte jahrelang weiter. Die Grundblätter sind grün, gerade und lanzettlich bis eiförmig, 6 bis 10 Millimeter lang und 1 bis 2,3 Millimeter breit. Sie sind dreikantig, in eine lange, stechende Stachelspitze verschmälert, gegen den Grund hin wimperzähnig und weisen auf der Oberseite 5 bis 7 kalkausscheidende Grübchen auf.

### Generative Merkmale
Der Blütenstängel ist aufrecht, drüsig behaart und locker beblättert. Er trägt 5 bis 10 Stängelblätter, die drüsig behaart und nur vorn kahl sind. In jedem der doldenartigen Blütenstände befinden sich 3 bis 7 Blüten. Die 5 Kelchzipfel sind eiförmig lanzettlich, lang bespitzt und 2,5 bis 3 Millimeter lang. Die Kronblätter sind 7 bis 10 Millimeter lang, bis 4 Millimeter breit, verkehrt eiförmig, weiß und haben rötliche Nerven. Sie sind dreimal so lang wie die Kelchblätter. Die Staubblätter sind etwas länger als die Kelchblätter. Der Fruchtknoten ist fast ganz unterständig. Die Fruchtkapsel ist kugelig eiförmig und 4 bis 5 Millimeter lang. Die Samen sind länglich spindelförmig, 0,6 bis 0,7 Millimeter lang, schwarzbraun und fein langstachelig. Blütezeit ist von Mai bis Juni.
Die Art hat die Chromosomenzahl 2n = 26.

## Vorkommen
Vandellis Steinbrech kommt vom Comer See bis in die Judikarischen Alpen und die Ortler-Gruppe montan bis subalpin in den Ritzen sonniger Kalkfelsen in Höhenlagen von 1000 bis 2600 Meter vor. Die Art ist selten. Sie kommt in Gesellschaften des Verbands Potentillion caulescentis vor.